# Fort Pierre National Grassland
Fort Pierre National Grassland est une prairie nationale des États-Unis située dans le centre du Dakota du Sud, au sud de la capitale Pierre et de sa voisine Fort Pierre. La prairie nationale est principalement une prairie à herbes courtes et a une superficie de 469 km². Une partie du film Danse avec les loups y a été tournée.

## Gestion
Par ordre décroissant de superficie, elle se trouve dans certaines parties des comtés de Lyman, Stanley et Jones.  Elle est gérée par le US Forest Service en collaboration avec le Nebraska et Samuel R. McKelvie National Forests et le Buffalo Gap et Oglala National Grasslands à partir de bureaux communs à Chadron, au Nebraska. Il y a un bureau de district de garde forestier local situé à Pierre.